# Велен (Мозел)
Велен (њем. Wellen) општина је у њемачкој савезној држави Рајна-Палатинат. Једно је од 103 општинска средишта округа Трир-Сарбург. Према процјени из 2010. у општини је живјело 809 становника. Посједује регионалну шифру (AGS) 7235146.

## Географски и демографски подаци
Велен се налази у савезној држави Рајна-Палатинат у округу Трир-Сарбург. Општина се налази на надморској висини од 150 метара. Површина општине износи 3,1 km². У самом мјесту је, према процјени из 2010. године, живјело 809 становника. Просјечна густина становништва износи 262 становника/km².